# Дьяково (Луганская область)
Дьяко́во (укр. Дяко́ве) — село, относится к Антрацитовскому району Луганской области Украины. Де факто — с 2014 года населённый пункт контролируется подконтрольной России Луганской Народной Республикой.

## География
Населённый пункт располагается на реке Нагольной, к югу от села проходит граница Украины с Российской Федерацией, к западу от села проходит граница между Луганской и Донецкой областями. В черте села река Ореховая впадает в реку Юськину, а река Юськина впадает в реку Нагольную (бассейн Миуса). Соседние населённые пункты: посёлок Нижний Нагольчик на северо-западе; сёла Егоровка (выше по течению Юськиной) на северо-востоке, Бобриково, Новокрасновка и Платоновка на востоке, Красный Октябрь на юге; сёла в Донецкой области Верхний Кут, Дмитровка (ниже по течению Нагольной) на западе и Дибровка на юго-западе.

## Общие сведения
Занимает площадь 8,307 км². Почтовый индекс — 94690. Телефонный код — 6431.

## Население
Население по переписи 2001 года составляло 2870 человек.

## История
30 мая 2014 года вооружённые формирования подконтрольной России ЛНР совершили нападение на украинский пограничный пункт Дьяково.
13 июня 2014 года в ходе войны на Донбассе Вооружённые силы Украины вступили в боевые действия с формированиями ЛНР в районе Дьяково.
24 июля в районе села проходили столкновения сепаратистов ЛНР с 79 бригадой украинских войск.

## Известные уроженцы
В селе родился Герой Советского Союза Михаил Замула.

## Местный совет
94690, Луганская обл., Антрацитовский р-н, с. Дьяково, ул. Ленина, 30